# Дик, Юрг
Ю́рген «Юрг» Дик (нем. Jürgen "Jürg" Dick; род. 2 мая 1963, Золотурн) — швейцарский кёрлингист, третий в составе команды Швейцарии на Олимпийских играх 1992 (где кёрлинг был представлен как демонстрационный вид спорта).
В 2012—2015 был президентом кёрлинг-клуба Solothurn-Wengi (Золотурн). В 2014 году стал почётным членом клуба.

## Достижения
- Зимние Олимпийские игры: золото (1992; демонстрационный вид спорта).
- Чемпионат Европы по кёрлингу: бронза (1992).
- Чемпионат Швейцарии по кёрлингу среди юниоров: золото (1980, 1981)[3].

## Команды
| Сезон   | Четвёртый  | Третий           | Второй          | Первый       | Запасной     | Турниры                       |
| ------- | ---------- | ---------------- | --------------- | ------------ | ------------ | ----------------------------- |
| 1979—80 | Рико Зимен | Томас Клей       | Юрг Дик         | Урс Дик      |              | ЧМЮ 1980 (7 место)            |
| 1979—80 | Рико Зимен | Томас Клей       | Юрг Дик         | Марио Гросс  |              | ЧШЮ 1980                      |
| 1980—81 | Рико Зимен | Томас Клей       | Юрг Дик         | Марио Гросс  |              | ЧМЮ 1981 (6 место) · ЧШЮ 1981 |
| 1981—82 | Рико Зимен | Yves Hugentobler | Юрг Дик         | Марио Гросс  |              | ЧМЮ 1982 (5 место)            |
| 1991—92 | Урс Дик    | Юрген Дик        | Роберт Хюрлиман | Томас Клей   | Петер Деппен | ЗОИ 1992 (демо)               |
| 1992—93 | Урс Дик    | Юрген Дик        | Роберт Хюрлиман | Петер Деппен |              | ЧЕ 1992                       |
| 1994—95 | Урс Дик    | Юрген Дик        | Роберт Хюрлиман | Томас Клей   |              |                               |

(скипы выделены полужирным шрифтом)